# 壬生城 (安芸国)
壬生城（みぶじょう）は、安芸国山県郡壬生（現・広島県山県郡北広島町壬生）にあった日本の城（山城）。別名高峰城。

## 構造
標高357mの城山に築いた階郭式の山城で、頂上に本丸があり、それに続く形で二ノ丸、三ノ丸を配している。

## 沿革
正確な年代は不明だが、鎌倉時代に山県為綱が安芸国に下向し、その後に築城されたと伝わる。壬生城は山県氏の居城として機能し、南北朝の頃には足利直冬の指揮下に入り、足利尊氏軍と戦った。
戦国時代には安芸武田氏の影響下に入っていたが、永正14年（1517年）の有田中井手の戦いで安芸武田氏当主・武田元繁が毛利・吉川連合軍に敗れて討死すると、大永2年（1522年）8月、壬生城は毛利元就の攻撃を受けた。元就は調略で城主・山県信春の叔父、山県元照を寝返らせ、8月16日に壬生城を落城させた。
壬生城は、山県元照が城主となり、その後は嫡男の山県就照が城主となった。その後、山県氏は毛利水軍の一員となり、毛利元就の勢力拡大に尽力した。
壬生城が廃城となった時期は不明だが、天正19年（1591年）の広島城完成頃か、慶長5年（1600年）の防長移封の頃と思われる。